# Felix Hafner (Regisseur)
Felix Hafner (* 1992 in Voitsberg, Steiermark) ist ein österreichischer Theaterregisseur.

## Leben
Felix Hafner wuchs in Maria Lankowitz auf und besuchte das Gymnasium in Deutschlandsberg, zum Theater kam er über das dortige Schultheater und das Theaterzentrum Deutschlandsberg. Nach der Matura studierte er Schauspielregie am Max Reinhardt Seminar in Wien, das Studium schloss er 2016 ab. Am Reinhardt-Seminar inszenierte er unter anderem Texte von Heiner Müller, Johann Nestroy sowie Uhrwerk Orange von  Anthony Burgess, seine Diplominszenierung im Dezember 2015 war Astoria von Jura Soyfer.
Am Wiener Volkstheater führte er in der Spielzeit 2015/16 beim Stück Isabelle H. (geopfert wird immer) von Thomas Köck und in der Saison 2016/17 Molières bei Der Menschenfeind Regie. Für diese Inszenierung wurde er im Rahmen der Verleihung des Nestroy-Theaterpreises 2017 als bester Nachwuchs ausgezeichnet.
Im September 2017 feierte seine Inszenierung der Nestroy-Posse Höllenangst mit den Couplettexten von Peter Klien am Wiener Volkstheater Premiere. Am Landestheater Niederösterreich inszenierte er in der Spielsaison 2017/18 eine eigene Bearbeitung von Joseph Roths Roman Die Flucht ohne Ende. Am Münchner Volkstheater inszenierte er 2018 eine von ihm adaptierte Fassung von Schöne neue Welt von Aldous Huxley mit Julia Franz Richter in der Rolle der Lenina Crowne.
In der Saison 2018/19 inszenierte er am Wiener Volkstheater das Stück Nach uns das All oder Das innere Team kennt keine Pause von Sibylle Berg und am und Münchner Volkstheater Die Dämonen von Fjodor Dostojewski. An den Kammerspielen des Tiroler Landestheaters Innsbruck führte er beim Anfang 2019 uraufgeführten Stück Die Österreicherinnen von Thomas Arzt Regie. Im September 2020 feierte er mit seiner Inszenierung der Bühnenfassung von Thomas Manns Roman Die Bekenntnisse des Hochstaplers Felix Krull am Landestheater Niederösterreich Premiere, im Oktober 2020 am Münchner Volkstheater mit Herkunft von Saša Stanišić. Im Mai 2021 fand die Premiere seiner Bühnenadaption von Daniel Wissers Roman Königin der Berge an den Innsbrucker Kammerspielen statt.
Mit der Schauspielerin Julia Franz Richter und dem Musiker Clemens Wenger gründete er das interdisziplinäre Künstlerkollektiv FRANZ Pop Collective, das an Popmusik in verschiedenen Erzählformaten arbeitet. Deren Musik wurde beim Wiener Label LasVegas Records veröffentlicht.
Sein Großvater war der Maler Anton Hafner.

## Auszeichnungen und Nominierungen
- 2017: Nestroy-Theaterpreis – Auszeichnung in der Kategorie Bester männlicher Nachwuchs für seine Inszenierung von Der Menschenfeind am Wiener Volkstheater
- 2024: Nestroy-Theaterpreis – Auszeichnung in der Kategorie Beste Off-Produktion für Nestbeschmutzung am Kosmos Theater[18][19]